# Ovadja Josef

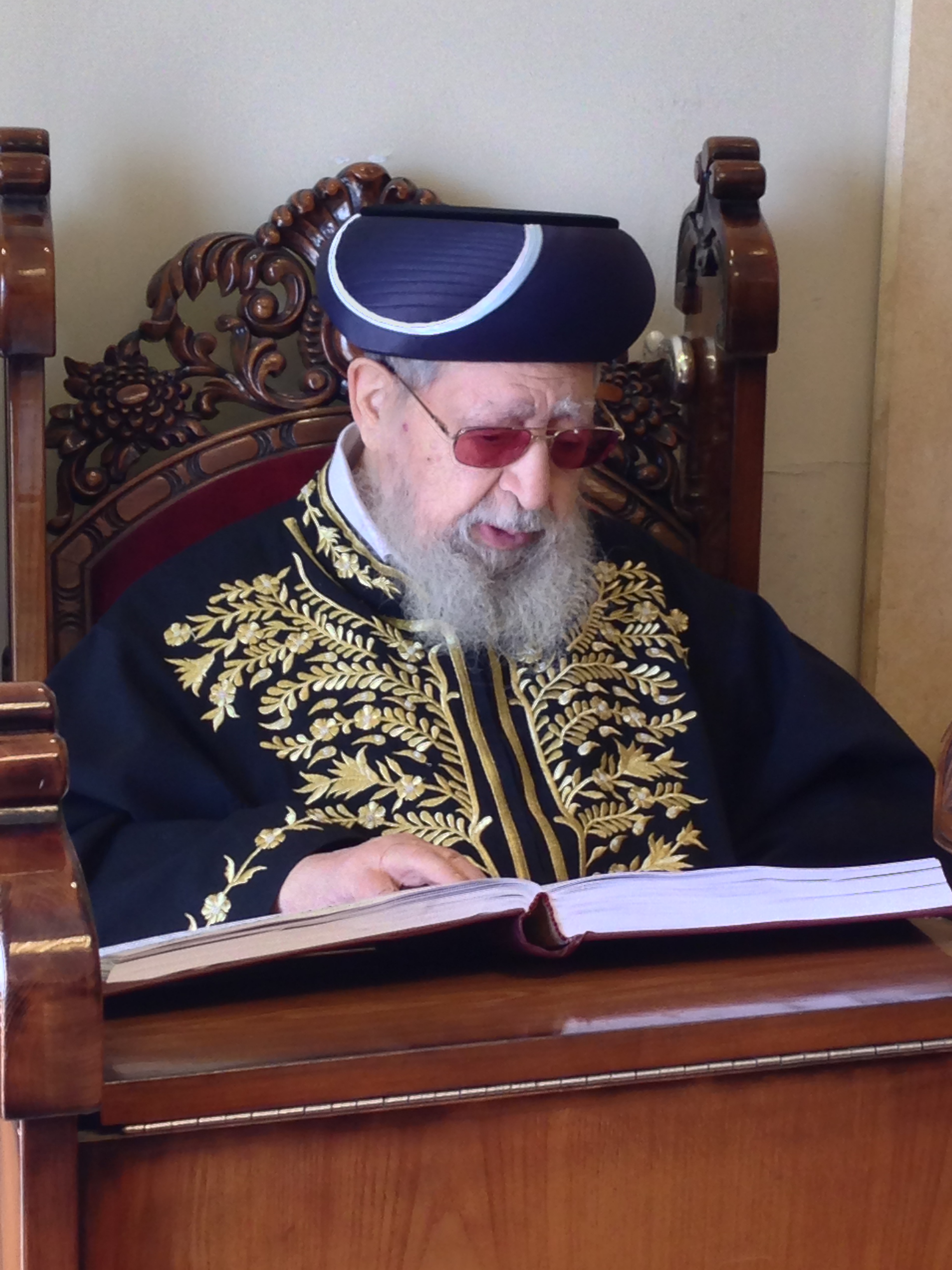
Ovadja Josef, 2013

Ovadja Josef (hebräisch עובדיה יוסף; geboren am 23. September 1920 in Bagdad, Britisches Mandat Mesopotamien; gestorben am 7. Oktober 2013 in Jerusalem, Israel) war ein israelischer Rabbiner. Er war sephardischer Großrabbiner Israels und spirituelles Oberhaupt der Schas-Bewegung.

## Leben
Ovadja Josef wurde als Sohn eines Goldschmieds unter dem Namen Abdullah Youssef in Bagdad geboren und wanderte im Alter von vier Jahren zusammen mit seinen Eltern nach Jerusalem aus. Mit 20 Jahren erhielt er die Semicha, die rabbinische Ordination. Dank seines einzigartigen Gedächtnisses und brillanter Argumentation erlangte er schon bald einen Ruf als herausragender Rechtsgelehrter. Er amtierte als Stellvertretender Oberrabbiner von Ägypten sowie sephardischer Oberrabbiner von Tel Aviv (1968–1973) und Haifa.
In Nachfolge Rabbi Jitzchaq Nissims amtierte er von 1973 bis 1983 als Rischon le-Zion (רִאשׁוֹן לְצִיּוֹן ‚Erster zu Zion‘, offizielle Bezeichnung des sephardischen Oberrabbiners des Landes). Bis 1975 amtierte er aber weiter von seinem Tel Aviver Amtssitz an der sephardischen Großen Synagoge der Stadt. Sein Nachfolger in Tel Aviv war Rabbi Chaim David ha-Levi.
Er starb nach längerer schwerer Krankheit am 7. Oktober 2013 in Jerusalem. Zu seinem Begräbnis versammelten sich mindestens 500.000, vielleicht sogar 800.000 Menschen.
Ovadja Josef ist Vater des seit 2013 amtierenden sephardischen Großrabbiners Jitzchak Josef (geb. 1952), der seinen Vater somit 30 Jahre nach Ablauf von dessen zehnjähriger Amtszeit in diesem Amt beerbte.

### Wirken als sephardischer Großrabbiner
Als religiöse Autorität hat er zahlreiche halachische Entscheidungen getroffen. Einige Beispiele:
- dass Frauen Hosen tragen dürfen;
- dass das Zahlen von Steuern an den Staat richtig und geboten sei, obwohl dieser zionistisch ist und der Zionismus von vielen ultraorthodoxen Juden abgelehnt wird;
- die vollständige Anerkennung der Falascha und der Falaschmura (der äthiopischen Juden) als ein dem Volk Israel angehöriger Stamm.

Mit diesen vergleichsweise liberalen Responsen gewann er Respekt auch in säkularen Kreisen.

### Politischer Einfluss
Als „Maran“ (Meister) bestimmte Ovadja Josef aus dem Hintergrund den Kurs der ultraorthodoxen Partei Schas von deren Gründung 1984 bis zu seinem Tode. Insofern Schas seit 1992 – mit Ausnahme einiger Jahre – den wechselnden Koalitionsregierungen angehörte, war Josef seither eine der politisch einflussreichsten Persönlichkeiten Israels, ohne öffentlich als Politiker aufzutreten.

### Umstrittene Äußerungen
2000 erregte er Aufsehen mit der Äußerung, die im Holocaust ermordeten Juden seien „wiedergeborene Sünder“ gewesen, die immer „wieder und wieder gesündigt“ hätten. Als Reaktion darauf verglich der Journalist und Politiker Josef Lapid ihn mit Jörg Haider. Von arabischer Seite wurde seine Äußerung kritisiert, Palästinenser seien „Übeltäter und Schlangen“.
Josef sagte 2001 über die Palästinenser, man dürfe keine Gnade ihnen gegenüber zeigen und müsse Raketen auf sie schießen und sie ausrotten.
Zum Hurrikan Katrina, der im August 2005 ca. 1800 Amerikaner das Leben kostete, stellte Josef einen Zusammenhang zu den 8000 Siedlern her, die den Gazastreifen räumen mussten. Josef äußerte sich folgendermaßen: Die Katastrophe sei Gottes Strafe für George Bushs Unterstützung des Abzugs von jüdischen Siedlern aus dem Gazastreifen. Er fügte noch hinzu, dass die Schwarzen getötet wurden, weil sie die Tora nicht studiert hätten:

„Da gab es einen Tsunami, und da gibt es entsetzliche Naturkatastrophen, weil es nicht genug Torastudien gibt … schwarze Leute  leben dort (New Orleans). Studieren Schwarze die Tora? (Gott sagte:) Lasst uns einen Tsunami schicken und sie ertränken … Hunderttausende verloren ihre Heimat. Zehntausende wurden getötet. Alles, weil sie keinen Gott haben … Bush stand hinter (der Auflösung von) Gusch Katif, er ermutigte Scharon, Gusch Katif aufzulösen … Wir haben hier (in Israel) 15.000 Vertriebene und dort (in den USA) 150.000 (Vertriebene). Es war Gottes Vergeltung. Gott haut niemanden übers Ohr.“

In einem öffentlichen Gebet erklärte das geistliche Oberhaupt der Schas-Partei Ende August 2010: „Mögen all die Bösen, die Israel hassen, wie ‚Abu Masen‘ und alle Palästinenser, von unserer Welt verschwinden. Möge die Pest sie befallen.“
Am 16. Oktober 2010 sorgte der Rabbiner für großes Aufsehen, als er behauptete, alle Nichtjuden (Gojim) seien auf der Welt, um Juden zu dienen. Gott habe ihnen ausschließlich zu diesem Zweck ein Leben auf der Welt geschenkt.
Er verkündete im Mai 2012, Nichtjuden dürften am Sabbat nicht von jüdischen Ärzten behandelt werden. Eine Ausnahme könne nur dann gewährt werden, wenn zwei Mediziner gleichzeitig mit der Behandlung des Patienten beginnen.
Im August 2012 rief Ovadia seine Anhänger dazu auf, zu Rosch ha-Schana (jüdisches Neujahrsfest) für die Vernichtung Irans und der Hisbollah zu beten. Wörtlich sagte er: „Gott möge sie zerstören und sie von der Welt tilgen“. Dabei zitierte er einige Psalmen.